# 惊天绑架团
是一部2015年英国和荷兰合拍的犯罪片由丹尼尔·阿尔弗雷德森导演，改编自1983年弗雷迪·海尼根绑架案。剧本改编自1987年皮特·R·德·弗利口述，威廉·布鲁克菲尔德所写同名书作。安东尼·霍普金斯出演弗雷迪·海尼根，萨姆·沃辛顿出演黑帮大佬威廉·霍里德，演员阵容还包括吉姆·史特格斯、瑞安·柯万腾、托马斯·科奎雷尔和马克·范·埃文。影片于2015年1月18日和4月3日在荷兰和英国公映，同年9月3日登陆香港，11月27日登陆台湾，2016年8月26日中国大陆上映。

## 剧情
电影故事发生在1983年的阿姆斯特丹，五个好兄弟威廉·霍里德、科尔·范·豪特、扬·伯尔拉德（Jan Boellard）、马丁·埃尔坎普斯（Martin Erkamps）和弗兰斯·梅杰（Frans Meijier）为了找一笔不义之财，决定绑架海尼根的老板、大亨弗雷迪·海尼根，以便索要高额的赎金。他们虽然成功绑架海尼根和他的司机阿布·多德尔（Ab Doderer），最终还是由于缺乏犯罪经验而面临诸多困难。他们未能与警方交涉，而科尔感到他有义务照顾怀孕的妻子索佳。警方最终救出海尼根后，威廉和科尔逃亡巴黎，计划藏在那儿。然而，跟索佳打的一通电话让科尔经历了强烈的情感意志，这个危险的举动很可能轻易将他们的地点暴露给追踪的警察。他起初有点不情愿，便跟威廉争执，最终屈从于自己的情感，把他的下落告诉给索佳，导致两人离开公寓时被法国警方逮捕。

## 演员
| 演员                | 角色            |
| 安东尼·霍普金斯     | 弗雷迪·海尼根   |
| 萨姆·沃辛顿         | 威廉·霍里德     |
| 吉姆·斯特吉斯       | 科尔·范·豪特    |
| 瑞安·柯万腾         | 扬·伯尔拉德（Jan Boellard） |
| 杰迈玛·韦斯特       | 索佳·霍里德（Sonja Holleeder） |
| 托马斯·科奎雷尔（Thomas Cocquerel） | 马丁·埃尔坎普斯 |
| 马克·范·伊文（Mark van Eeuwen）    | 弗兰斯·梅杰     |
| 戴维·登西克         | 阿布·多德尔（Ab Doderer） |
| 比利·斯劳特         | 下级军官        |
| 埃里克·戈登         | 警察            |

## 制作
影片于2013年10月在比利时开拍。

## 评价
影片口碑极差。Metacritic评分33，烂番茄新鲜度20%。